# Lorisoidea
Lorisoidea er en overfamilie af nataktive primater, der lever i Afrika og Asien og omfatter galagoer og lorier. De er beslægtede med lemurerne fra Madagaskar og er undertiden inkluderet i infraordnen Lemuriformes, eller undertiden i deres egen infraorden, Lorisiformes.

## Klassifikation
Lorisoidea deles i to familier:
- Orden Primates
  - Underorden Strepsirrhini
    - Infraorden †Adapiformes
    - Infraorden Lemuriformes[a]
      - Overfamilie Lemuroidea: lemurer
      - Overfamilie Lorisoidea
        - Familie Lorisidae: lorier og pottoer
        - Familie Galagidae: galagoer

  - Underorden Haplorhini: spøgelsesaber og aber